# San Juan de la Maguana
San Juan de la Maguana ist die Hauptstadt und mit etwa 79.000 Einwohnern (Stand: 2018) die größte Stadt in der Provinz San Juan im Westen der Dominikanischen Republik.

## Lage
Die Stadt befindet sich im Zentrum des Tals von San Juan mit der zentralen Gebirgskette Cordillera Central im Norden und Osten und der Sierra de Neiba im Süden. Im Westen gibt es eine Reihe von niedrigen Hügeln. Der Rio San Juan ist der Hauptfluss der Region, die Stadt wurde an der Ostseite dieses Flusses gegründet.

## Geschichte

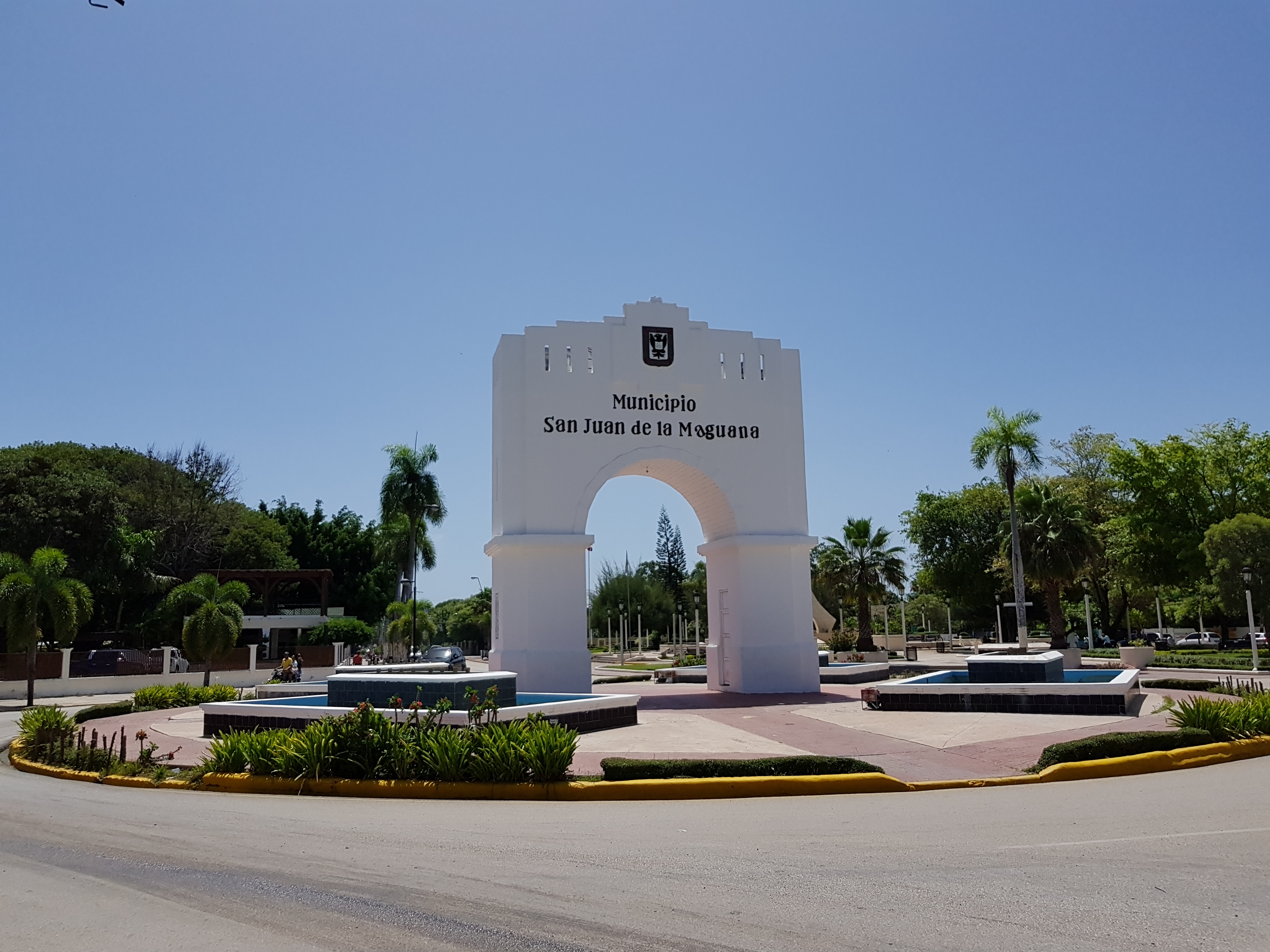
Triumphbogen (Arco del triunfo) im Herzen der Stadt

San Juan de la Maguana wurde im Jahre 1503 gegründet und war somit eine der ersten Städte auf der Insel Hispaniola. Ihr Name wird abgeleitet von „San Juan Bautista“ und dem Taíno-Namen des Tals, „Maguana“.
Die ursprünglichen Bewohner der Stadt waren kreolischer, spanischer, deutscher, niederländischer, haitianischer und arabischer Herkunft. Ab Dezember 1508 wurde im spanischen Sevilla ein Wappen für jede der bis dahin auf der Insel gegründeten Stadt verliehen. Das Wappen der Stadt San Juan de la Maguana: Auf einem weißen Schild ein schwarzer Adler mit einem Buch in den Krallen, umgeben von einem goldenen Rand mit fünf blauen Sternen. Während des 18. und 19. Jahrhunderts war die Stadt eine Handelsbrücke zwischen Haiti und dem Rest der Insel.
Am 22. Dezember 1855 fand die Schlacht von Santomé zwischen der dominikanischen Armee unter General José María Cabral und der haitianischen Armee unter der Führung von Kaiser Faustino Solouque statt, wobei die Dominikaner siegreich waren.

## Wirtschaft
Die wichtigsten wirtschaftlichen Aktivitäten in der Provinz sind schon seit der Kolonialzeit Viehzucht und Landwirtschaft. Vorwiegend werden Getreide und Hülsenfrüchte wie Bohnen, Reis, Mais, Erdnüsse und Erbsen angebaut.

## Sehenswürdigkeiten und Kultur

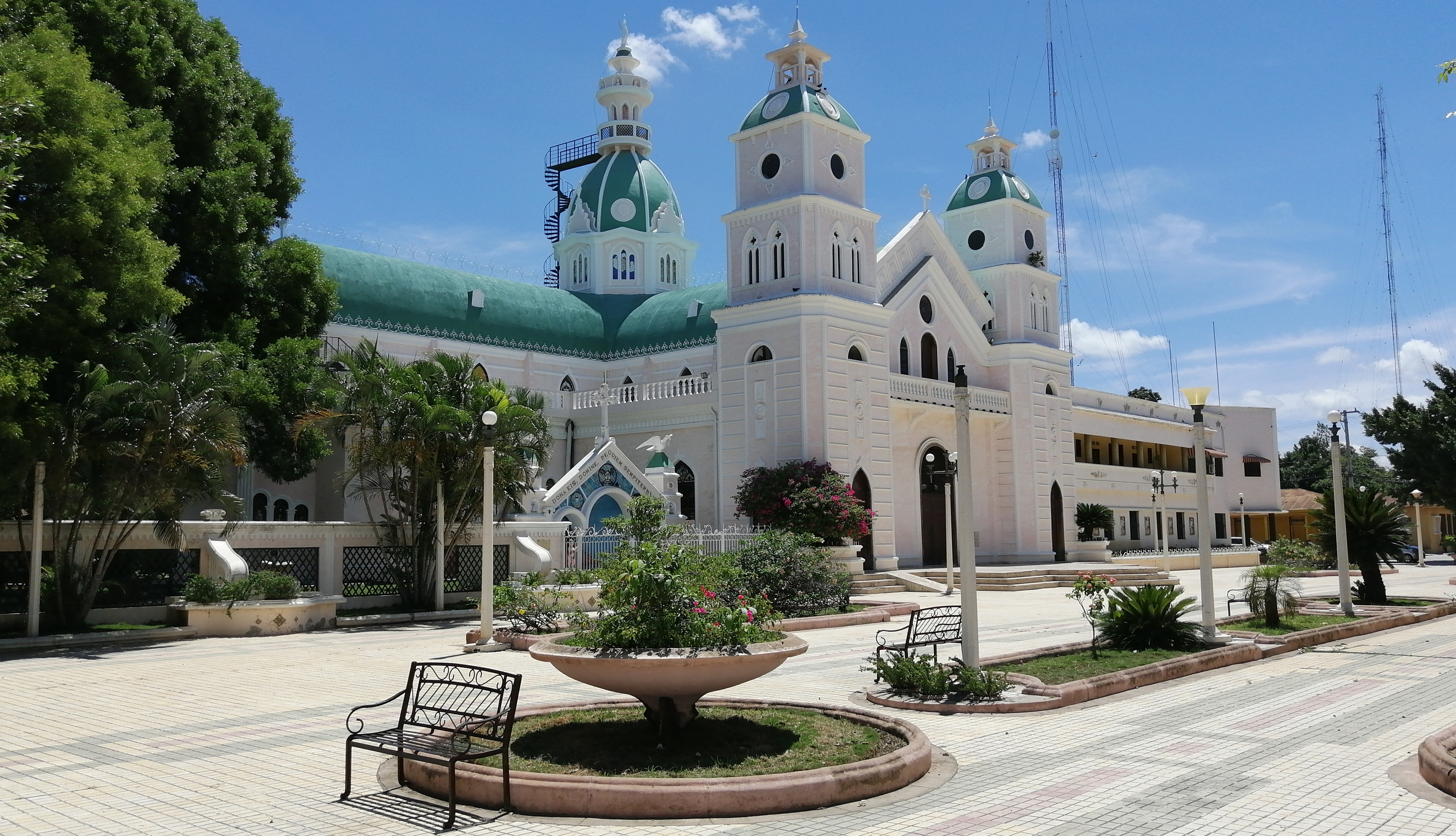
Die Kathedrale von San Juan Bautista

Die Kathedrale von San Juan Bautista ist ein beeindruckendes historisches Gebäude in der Stadt.
Es gibt viele Plätze und Parks in der Stadt, wie den Park Jose Maria Cabral, den Caonabo Park, den Francisco del Rosario Sánchez Park und die Plaza Anacaona. San Juan de Maguana, bekannt als „Stadt der Zauberer“, ist stark vom Glauben der wachsenden Zahl von Haitianern beeinflusst, welche Klischees zufolge Voodoo praktizieren (tatsächlich ist die Zahl der Voodo praktizierenden recht gering).

## Söhne und Töchter der Stadt
- Brayan Lopez (* 1997), italienischer Leichtathlet
- Alexander Ogando (* 2000), Sprinter